# Soumaintrain (Yonne)
Soumaintrain es una localidad y comuna francesa situada en la región de Borgoña, departamento de Yonne, en el distrito de Avallon y cantón de Flogny-la-Chapelle.

## Demografía
| 510 | 481 | 502 | 536 | 480 | 538 | 513 | 493 | 457 | 421 | 421 | 408 | 411 | 383 | 385 | 352 | 316 | 295 | 274 | 257 | 241 | 242 | 212 | 204 | 185 | 210 | 198 | 163 | 139 | 150 | 215 | 202 | 198 |
| Para los censos de 1962 a 1999 la población legal corresponde a la población sin duplicidades (Fuente: INSEE [Consultar]) |     |     |     |     |     |     |     |     |     |     |     |     |     |     |     |     |     |     |     |     |     |     |     |     |     |     |     |     |     |     |     |     |